# Monastero di Lanzo
Monastero di Lanzo är en ort och kommun i storstadsregionen Turin, innan 2015 provinsen Turin, i regionen Piemonte, Italien. Kommunen hade 354 invånare (2017).